# 按需代码
在分布式计算中，按需代码（code on demand）泛指任何按照客户端软件（例如浏览器）的请求，将可执行的软件程序从服务器计算机发送到客户端的技术。
按需代码是移动代码的一种特殊用法。按需代码范式的一个广为人知的例子是Java applet：Applet是一个应用程序，静静地呆在某个Web服务器上，直到用户在浏览器中请求一个引用该applet的页面。在请求时，网页和applet通过HTTP被传送到用户的机器上。当网页显示时， applet在浏览器中启动并在用户的计算机中执行，直到停止（例如用户离开那个applet所在的页面）。这就完成了applet的生命周期。